# جلوة شجرية
الجلوة الشجرية (باللاتينية: Atractylis arbuscula) نوع نباتي يتبع جنس الجلوة من الفصيلة النجمية.

## الموئل والانتشار
ينتشر هذا النبات في جزر الكناري.